# Mathilde de Bavière (1813-1862)
Pour les articles homonymes, voir Mathilde de Bavière.
Titre
Grande-duchesse de Hesse et du Rhin
6 avril 1830 – 27 janvier 1836
(14 ans, 2 mois et 9 jours)
Mathilde Caroline Frédérique Wilhelmine Charlotte de Bavière, née à Augsbourg le 30 août 1813 et morte à Darmstadt le 25 août 1862, est une princesse de Bavière devenue grande-duchesse de Hesse.

## Biographie
Fille ainée du roi Louis Ier de Bavière et de Thérèse de Saxe-Hildburghausen, la duchesse Mathilde de Bavière est née à l'époque de chute de l'empire français et de la restauration de l'Ancien Régime issue du Congrès de Vienne. Elle est apparentée aux maisons régnantes de son temps.

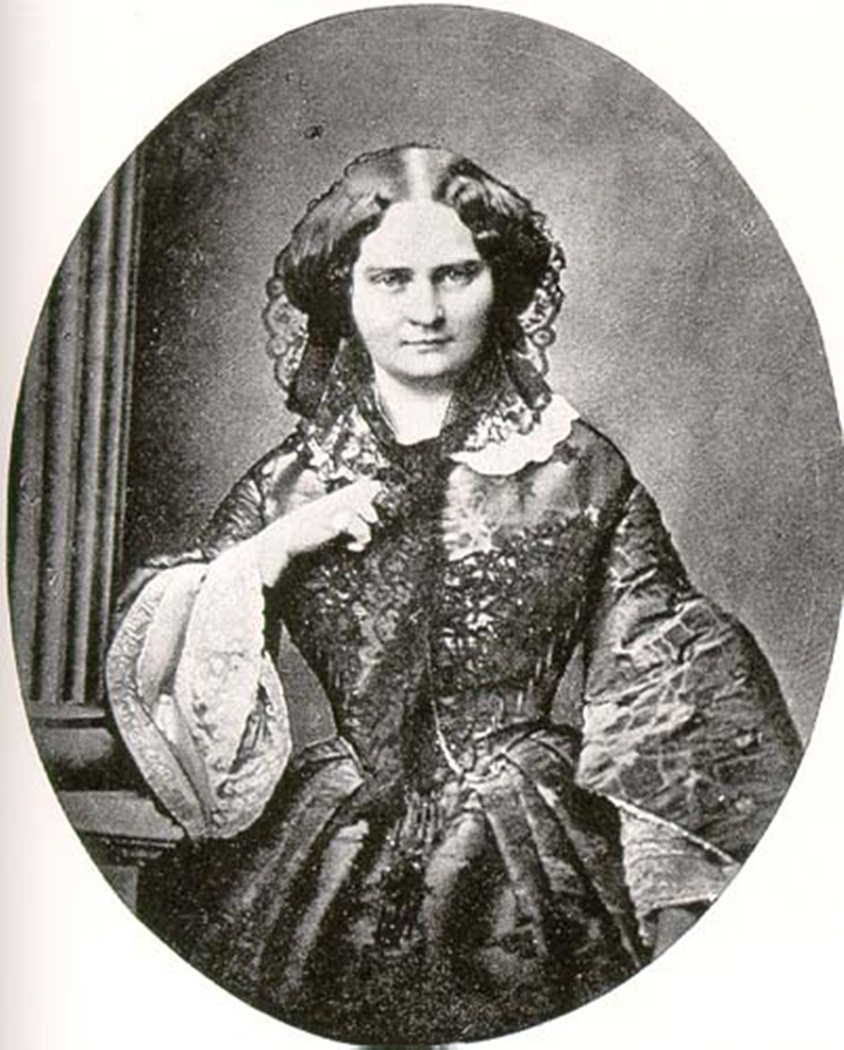
Mathilde de Bavière

En effet, elle est la nièce des reines de Saxe, de Prusse et de l'archiduchesse Sophie. Son frère cadet Othon de Bavière est élu roi de Grèce en 1832 et doit contre son gré partir pour la Grèce.
En 1833, elle épouse son cousin, le futur grand-duc Louis III de Hesse. Si son mari est protestant, la princesse est autorisée à conserver la religion catholique. Le mariage reste sans enfants.
En 1841, sa belle-sœur, la princesse Marie de Hesse-Darmstadt épouse le tsar Alexandre II de Russie alors prince héritier, en 1842 sa sœur cadette Aldegonde de Bavière épouse le duc François V de Modène qui se révélera un ennemi acharné du libéralisme. En 1844, sa plus jeune sœur Hildegarde de Bavière épouse l'archiduc Albert d'Autriche, duc de Teschen, leader du conservatisme autrichien et proche conseiller de l'archiduchesse Sophie.
Cette famille si conservatrice mais parfois excentrique est ébranlée par la Révolution de 1848. Le roi de Bavière, compromis par ses amours adultérins avec la danseuse Lola Montez, doit abdiquer et le frère de Mathilde monte sur le trône sous le nom de Maximilien II de Bavière.
La Maison impériale d'Autriche doit fuir Vienne et se réfugier en Bohême. L'empereur abdique en faveur de son jeune neveu François-Joseph, fils de l'archiduchesse Sophie, un cousin de Mathilde. Les premiers actes politiques de cet empereur de 18 ans seront d'organiser la répression avant de revenir dans sa capitale.
Le duc de Modène doit s'exiler mais est restauré par l'armée autrichienne.
Le 1er juillet 1862, son neveu et héritier en second du trône Louis de Hesse-Darmstadt fait un brillant mariage en épousant la princesse Alice du Royaume-Uni.

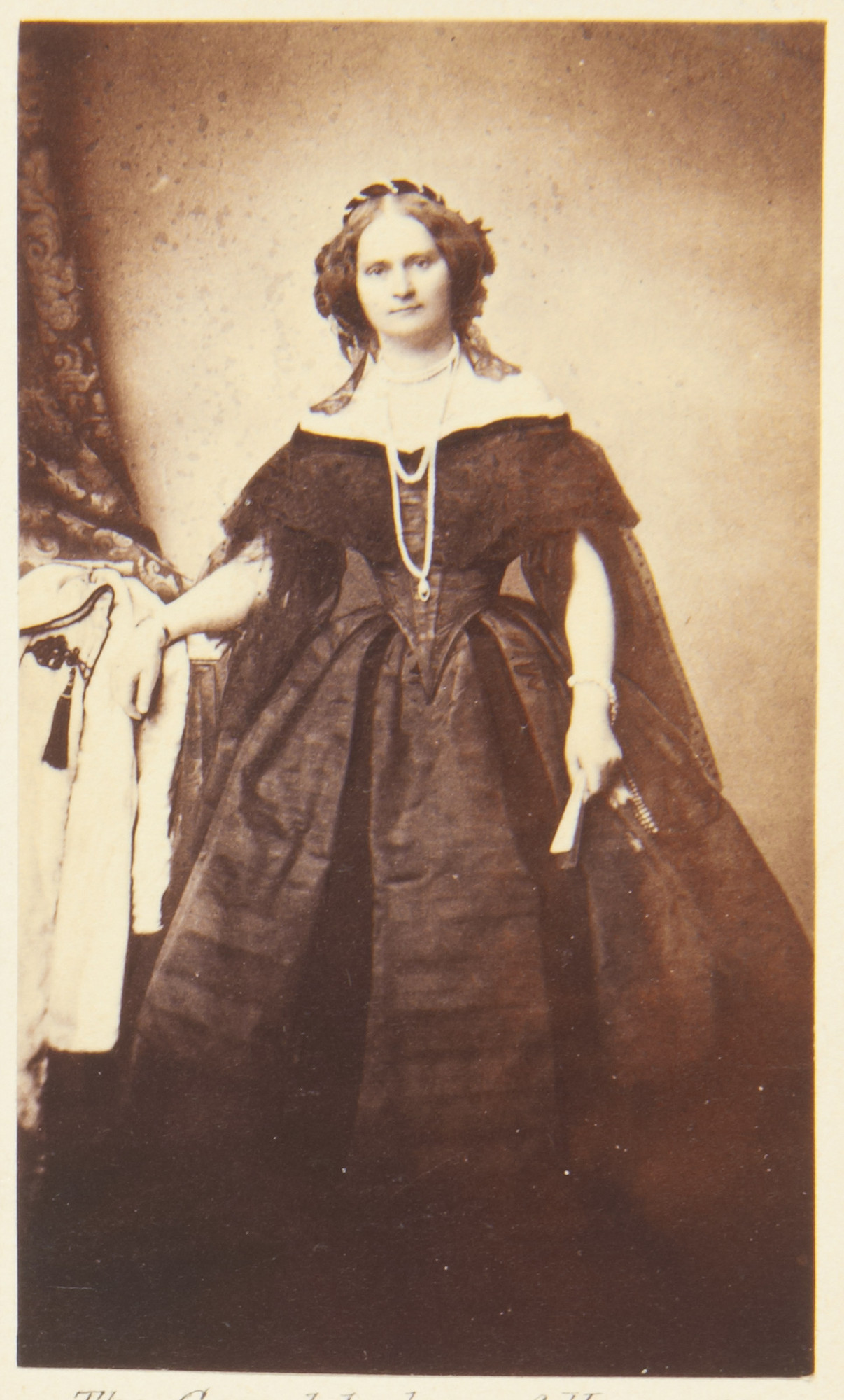
Mathilde de Bavière en 1861

La grande-duchesse Mathilde meurt le 25 août suivant à l'âge de 49 ans. Elle est inhumée en l'Église Saint-Louis de Darmstadt.